# Automobile, violon et le chien Kliaksa
Pour plus de détails, voir Fiche technique et Distribution.
Avtomobil, skripka i sobaka Kliaksa (Автомобиль, скрипка и собака Клякса) est un film soviétique réalisé par Rolan Bykov, sorti en 1974,.

## Fiche technique
- Photographie : Mikhail Ardabievski, Boris Sutotski
- Musique : Maksim Dunaievski
- Décors : Alexandre Kuznetsov, Mariam Bykhovskaia
- Montage : Lioudmila Petchieva